# Calamaria strigiventris
Calamaria strigiventris — вид неотруйних змій родини полозових (Colubridae). Описаний у 2019 році.

## Поширення
Ендемік В'єтнаму. Поширений на плато Далат на півдні країни в провінціях Ламдонг та Кханьхоа.